# Хулијан Кастро
Хулијан Кастро ( / ˌ х уː л и ˈ ɑː н /  ХОО -лее- АХН,   шпански:  [куˈљан] ; рођен Сан Антонио,16. септембар 1974) је амерички адвокат и политичар. Члан је Демократске странке, био је најмлађи члан кабинета председника Обаме, обављајући функцију 16. америчког секретара за становање и урбани развој од 2014. до 2017. Кастро је био градоначелник свог родног Сан Антонија у Тексасу од 2009. Придружио се Кабинету Барака Обаме 2014. године.
Помињан је као могући кандидат Хилари Клинтон током председничке кампање 2016. Он је брат близанац конгресмена Хоакина Кастра . Кастро је 12. јануара 2019. у Сан Антонију започео своју кампању за номинацију демократа за председника САД 2020. године. Одустао је од председничке трке 2. јануара 2020, подржавши кандидатуру Елизабет Ворен убрзо након тога.

## Рани живот и породица
Кастро је рођен у Сан Антонију, Тексас, као син Марије „Рози“ Кастро и Џеси Гузман. Идентични је брат близанац тренутног представника САД Хоакина Кастра ; Хулијан је један минут старији од Хоакина: рођени су у 2:40 и 2:41 ујутру.
Мексичког је порекла. Његова мајка је политичка активисткиња из Чиканоа која је помогла у оснивању политичке партије Чикано Ла Раза Унида, и која се кандидовала за Градско веће Сан Антонија 1971. Кастро је једном изјавио: „Моја мајка је вероватно највећи разлог зашто сам брат и ја смо у јавној служби. Одрастајући, водила би нас на много скупова и организационих састанака и других ствари које су веома досадне за 8-, 9-, 10-годишњака”. Његов отац, Џеси Гузман, је пензионисани наставник математике и политички активиста. Никада нису били у браку, Роузи и Џеси су се раздвојили када су Кастро и његов брат имали осам година. Кастрови тексашки корени сежу до 1920. године, када се његова бака Викторија Кастро придружила члановима шире породице као шестогодишње сироче из северног Мексика.

## Образовање
Похађао је средњу школу Томас Џеферсон у Сан Антонију, где је играо фудбал, кошарку и тенис; такође је сакупљао трговачке карте. Прескочио је другу годину и дипломирао 1992. заузимајући девето место у својој класи. Добио је понуду да игра тенис на Универзитету Тринити, школи НЦАА дивизије III у његовом родном граду, али је изабрао да похађа Универзитет Стенфорд, заједно са својим братом близанцем Хоакином.
Дипломирао је на Стенфорду 1996. године са дипломом политичких наука и комуникација. Рекао је да је почео да размишља о уласку у политику док је био на Станфорду, где су он и његов брат покренули своје прве кампање и освојили места у студентском сенату, изједначивши се за највећи број гласова. Приписао је приписао афирмативну акцију за његов пријем на Станфорд, рекавши за Нев Иорк Тимес : „Хоакин и ја смо ушли у Станфорд због потврдне акције. Постигао сам 1210 на свом САТ - у, што је било ниже од средњег броја ученика. Али ја сам било је добро на колеџу и на правном факултету. Као и Хоакин. Ја сам снажан присталица афирмативне акције јер сам видео како то функционише у свом животу". Између друге и млађе године, Радио је као приправник у Белој кући за време председништва Била Клинтона .
Уписао је Правни факултет Харварда 1997. године и дипломирао са доктором правних наука 2000. године. Његов брат је завршио обе школе са њим. После правног факултета, два брата су радила за адвокатску фирму Акин Гамп Страус Хауер & Фелд пре него што су 2005. године основали сопствену фирму.
Године 2018. именован је за декановог уваженог сарадника и сарадника Давила катедре за међународну трговинску политику на Школи за јавне послове Линдона Б. Џонсона.

## Градско веће Сан Антонија
Године 2001. Изабран је у Градско веће Сан Антонија, освојивши 61 одсто гласова против пет кандидата. Са 26 година био је најмлађи градски одборник у историји Сан Антонија, надмашивши Хенрија Сиснероса, који је своје место у савету освојио 1975. са 27 година. Кастро је представљао Дистрикт 7, област на западној страни града са 115.000 становника. Становништво је било 70 посто Хиспано и укључивало је велики број старијих грађана. Као одборник од 2001. до 2005. године, противио се голф игралишту које је одобрила ПГА и великом развоју некретнина на спољном ободу града.

## Градоначелник Сан Антонија
Кастро се кандидовао за градоначелника Сан Антонија 2005. и био је надалеко виђен као лидер у области која укључује и пензионисаног судију Фила Хардбергера и конзервативног градског већника Керол Шуберт. Поражен је са око 4000 гласова када је Хардбергер добио 51,5% гласова у другом кругу. Након пораза на изборима, Успоставио је сопствену адвокатску праксу.
Кастро се поново кандидовао за градоначелника Сан Антонија 2009. Ангажовао је Кристијана Арчера, који је водио Хардбергерову кампању 2005, да води сопствену кампању 2009. године. Победио је на изборима 9. маја 2009. са 56,23% гласова, а његов најближи противник је била Триш Дебери-Меџија. Постао је пети латино градоначелник у историји Сан Антонија. Био је најмлађи градоначелник 50 најбољих америчких градова. Лако је добио реизбор 2011. и 2013. године, добивши 82,9% гласова 2011. и 67% гласова 2013. године.
Године 2010. створио је СА2020, напор визионирања широм заједнице. Генерисао је листу циљева коју су направили људи Сан Антонија на основу њихове колективне визије за Сан Антонио 2020. СА2020 је тада постао непрофитна организација са задатком да ту визију претвори у стварност. Такође је основао Кафе Колеџ 2010. године, нудећи колеџске смернице студентима из области Сан Антонија. Године 2012. предводио је гласачки референдум за проширење предшколског образовања. Убедио је двојицу најистакнутијих бизнисмена у Сан Антонију, Чарлса Бата и Џоа Роблеса, да предводе напоре да се усвоје порез на промет од 30 милиона долара за финансирање образовног програма пред вртићем.
Марта 2010. године, Именован је на листу младих глобалних лидера Светског економског форума. Касније те године, часопис Тиме га је ставио на своју листу звезда у успону америчке политике „40 испод 40“.
Стекао је националну пажњу 2012. године када је био први Хиспаноамериканац који је одржао главну реч на Демократској националној конвенцији у Шарлоту, Северна Каролина. После избора 2012. Одбио је позицију министра саобраћаја САД, делимично са намером да се кандидује за гувернера Тексаса после 2017. године. Међутим, 2014. године прихватио је понуду председника Барака Обаме за место секретара САД за становање и урбани развој. Поднео је оставку на место градоначелника 22. јула 2014, како би могао да преузме своје дужности у Вашингтону. Градско веће Сан Антонија изабрало је члана већа Ајви Тејлор да га замени.

## Секретар за становање и урбанизам
Бела кућа је 22. маја 2014. објавила Кастра као кандидата за следећег секретара за становање и урбани развој (ХУД) председника Барака Обаме. Сенат га је потврдио 9. јула 2014. са 71 према 26 гласова и заменио Шона Донована, који је предложен за директора Канцеларије за управљање и буџет. На дужност је ступио 28. јула 2014. године. Након објаве, о Кастру се разговарало као о потенцијалном кандидату за потпредседника Демократске странке на председничким изборима 2016. године.
Дана 28. јула 2014, свог првог дана на функцији, Одликован је на пријему под називом „Слави латино чланове кабинета“ који је приредио Конгресни институт Хиспаник Кавказ Институт.
По изласку из канцеларије 2017. године, Кастров завршни допис изнео је разна достигнућа одељења под његовим руководством. Ове области су укључивале рад ХУД-а на стабилизацији тржишта станова, обнову заједница погођених природним катастрофама кроз Национално такмичење за отпорност на катастрофе од милијарду долара, проширење оловних сигурносних заштита у стамбеним зградама уз помоћ федералних јединица, и правило Афирмативно даљег праведног становања како би се „коначно испунила пуна обавеза Закона о праведном становању.

### Председнички избори 2016.
Дана 15. октобра 2015. године је подржао Хилари Клинтон за председника. Када су Клинтонову питали да ли би Кастро могао да буде њен избор за потпредседника, она је рекла: „Заиста ћу га пажљиво погледати за било шта, јер је то колико је добар”. Демократска карта са Хилари Клинтон значајно је порасла у јануару 2016, како су се приближавали предизбори у Ајови и Њу Хемпширу. Крајем јануара, почео да води кампању за Клинтонову у Ајови, што је потез протумачен као тест његове привлачности бирачком телу. Јула 2016, Канцеларија специјалног савета САД је објавила да је Кастро прекршио Хатч Акт коментаришући кампању из 2016. док је давао интервју у званичном својству; Признао је грешку и наредио свом тиму да побољша обуку о Хатч акту.

## Мемоар
Октобру 2018. године, Објавио је своје мемоаре, „Невероватно путовање: Буђење из Мог Америчког Сна” кроз Little, Brown and Company.

## Председничка кампања 2020.
У 2018. години, посетио је прву у држави примарну државу Њу Хемпшира и одржао уводну реч на Њу Ингланд колеџу у Хеникеру, Њу Хемпшир, 12. маја 2018. Изјавио је да ће донети одлуку о томе да ли ће се кандидовати 2020. након међуизбора у новембру 2018. године. 12. децембра 2018. најавио је формирање истраживачке комисије. Следећег дана, током епизоде Касног шоуа са Стивеном Колбером, Хулијанов брат Хоакин (током заједничког наступа оба брата) изјавио је да са сигурношћу верује да ће се Хулијан кандидовати за председника.
Када је говорио на Државној конвенцији Демократске партије Калифорније у јуну 2019. године званично је објавио своју кандидатуру за председничке изборе 2020. 12. јануара 2019. на митингу у Сан Антонију, Тексас. Његов брат, конгресмен Хоакин Кастро, и њихова мајка су га представили на митингу. Кастро би био први демократски председнички кандидат од 1924. који прво није био потпредседник, гувернер или сенатор, и први Хиспано или латиноамерички кандидат за председника. Био је први Тексашанин у трци 2020. и био би трећи најмлађи председник да је изабран. У свом саопштењу, Нагласио је Здравствена-заштита-за-све, универзални пре-К, и пут до држављанства за имигранте без докумената као део свеобухватне имиграционе реформе. Године 2019. купио је Фокс Њуз оглас како би директно разговарао са Доналдом Трампом о пуцњави у Ел Пасу. Упркос томе што је његов план здравствене заштите назвао Здравствена заштита за све, његова позиција је заправо била јавна опција, а не план са једним платишем који су предложили Берни Сандерс и Прамила Џејапал.
Кастров наступ у другој вечери прве дебате је похваљен, а многи стручњаци су га сматрали „звездом пробоја“ вечери и једним од „победника“ дебате.
Током треће демократске председничке дебате, Оптужен је за ејџизам након што је напао Џоа Бајдена у жестокој размени око планова здравствене заштите, при чему је Кастро исмевао Бајдена говорећи
| „ | Да ли заборављаш шта си управо рекао пре два минута | ” |

, понављајући то више пута. Кастра су замерили због његових примедби од стране разних чланова кандидата на сцени, укључујући Ендру Јанга, Ејми Клобучар и Пита Бутиџиџа. Био је широко критикован због онога што је виђено као „ниски ударац“, а многи су оптуживали Кастра за „малтретирање“ и „ејџеизам“. Новинарка Гејл Кинг је видела интеракцију као „лични напад“. У Касној емисији са Стивеном Колбертом, Стивен Колбер је описао интеракцију и као „злу и нетачну“, пошто је Кастро био фактички нетачан у свом нападу на Бајдена према Политифакту,
Многи су приметили да је размена била почетак краја Кастрове председничке кампање. Бранио је свој напад на Бајдена рекавши да „не би то урадио другачије“ и инсистирао да се не руга Бајдену.“
Суспендовао је своју председничку кампању 2. јануара 2020. године.
| „ | ¡Ganameros un Dia! | ” |

рекао је на шпанском, што у преводу значи "Једног дана ћемо победити!"

## Постпредседничка кампања
Дана 6. јануара 2020. године је подржао сенаторку Елизабет Ворен за председника. Следећег дана је одржао говор у којем је формално подржао Ворен током њеног предизборног скупа у Бруклину у Њујорку. Био је „партнер“ у Вореновој председничкој кампањи али није успела да освоји Тексас.
Кастрова политичка будућност је непозната. 2. јуна 2020. подржао је могућег демократског кандидата Џоа Бајдена.
У септембру 2020. Кастро се удружио са Лимунада Медиа како би покренуо „Наша Америка са Хулијаном Кастром“, недељни подкаст који говори о америчкој прошлости и могућностима.
У октобру 2020. године, Кастро се придружио управном одбору Центра за амерички напредак, истраживачког центра левог центра који је основао Џон Подеста.
Кастро се 12. јула 2021. придружио Ен-Би-Си Њузу и Ем-Си-Ен-Би-Си-у као политички коментатор.

## Приватни живот
Кастро се 2007. оженио Ериком Лиром, учитељицом у основној школи. Добили су ћерку 2009. године и сина у децембру 2014. године. Он је католик. Није му матерњи језик шпански, али је почео да учи језик 2010. док је био градоначелник Сан Антонија. У школи је учио и латински и јапански.